# Jan van Geen
Jan van Geen est un footballeur néerlandais, notamment passé par le FC Nantes (1950-1955), et par le Scheveningen Holland Sport de La Haye (1955-1959). Reconnaissable en raison de sa longue chevelure mal coiffée et retenue par un bandeau, il marque 58 buts en cinq saisons à Nantes, alors en D2.
Il est appelé plusieurs fois en équipe nationale des Pays-Bas, mais ne joue pas un seul match officiel. Il participe cependant au match de charité des « professionnels hollandais » contre la France, à Paris, en 1953, au profit des victimes des inondations de Zélande.
Il met un terme à sa carrière sur une double fracture tibia-péroné, en 1959.